# Apicia straminea
Apicia straminea là một loài bướm đêm trong họ Geometridae.